# Marszałek województwa
Marszałek województwa – przewodniczący kolegialnego zarządu województwa, organu wykonawczego samorządu województwa. Stanowisko marszałka województwa utworzono ustawą z 1998 w ramach reformy administracyjnej, która m.in. wprowadziła od 1 stycznia 1999 samorząd wojewódzki.
Marszałek województwa organizuje pracę zarządu oraz urzędu marszałkowskiego, kieruje bieżącymi sprawami województwa oraz reprezentuje je na zewnątrz. Jest kierownikiem urzędu marszałkowskiego oraz zwierzchnikiem służbowym jego pracowników, a także kierowników wojewódzkich samorządowych jednostek organizacyjnych. Ma kompetencję do wydawania decyzji w indywidualnych sprawach z zakresu administracji publicznej. Procedura powołania i odwołania marszałka oraz jego podstawowe uprawnienia zostały określone w przepisach ustawy o samorządzie województwa.

## Powołanie i odwołanie
Wyboru marszałka dokonuje się podczas sesji sejmiku w odrębnym głosowaniu tajnym spośród nieograniczonej liczby kandydatów zgłoszonych przez radnych sejmiku, przy czym sam marszałek nie musi być radnym. Za wybranego na to stanowisko uważa się tego kandydata, który otrzymał większość bezwzględną głosów ustawowego składu sejmiku. W przypadku niewybrania w terminie 3 miesięcy od dnia ogłoszenia wyników wyborów pełnego zarządu województwa, sejmik ulega rozwiązaniu z mocy prawa, co skutkuje przedterminowymi wyborami.
Sejmik województwa może odwołać marszałka województwa z powodu nieudzielenia absolutorium lub na wniosek co najmniej 1/4 ustawowego składu sejmiku. Odwołanie marszałka następuje większością co najmniej 3/5 głosów ustawowego składu sejmiku w głosowaniu tajnym. Głosowanie w sprawie odwołania sejmik województwa przeprowadza po zapoznaniu się z opinią komisji rewizyjnej na następnej sesji po tej, na której zgłoszono wniosek o odwołanie, nie wcześniej jednak niż po upływie 1 miesiąca od dnia zgłoszenia wniosku. Jeżeli wniosek o odwołanie marszałka nie uzyskał wymaganej większości głosów, kolejny wniosek o odwołanie może być zgłoszony nie wcześniej niż po upływie 6 miesięcy od poprzedniego głosowania.

## Obecni marszałkowie województw
| Marszałek | Marszałek           | Ugrupowanie (w dacie powołania) | Data powołania            | Województwo         |
| --------- | ------------------- | ------------------------------- | ------------------------- | ------------------- |
|           | Paweł Gancarz       | Polskie Stronnictwo Ludowe      | 21 maja 2024(dts)         | dolnośląskie        |
|           | Piotr Całbecki      | Platforma Obywatelska           | 24 listopada 2006(dts)    | kujawsko-pomorskie  |
|           | Jarosław Stawiarski | Prawo i Sprawiedliwość          | 21 listopada 2018(dts)    | lubelskie           |
|           | Marcin Jabłoński    | Platforma Obywatelska           | 13 października 2023(dts) | lubuskie            |
|           | Joanna Skrzydlewska | Platforma Obywatelska           | 11 czerwca 2024(dts)      | łódzkie             |
|           | Łukasz Smółka       | Prawo i Sprawiedliwość          | 4 lipca 2024(dts)         | małopolskie         |
|           | Adam Struzik        | Polskie Stronnictwo Ludowe      | 10 grudnia 2001(dts)      | mazowieckie         |
|           | Szymon Ogłaza       | Platforma Obywatelska           | 12 czerwca 2024(dts)      | opolskie            |
|           | Władysław Ortyl     | Prawo i Sprawiedliwość          | 27 maja 2013(dts)         | podkarpackie        |
|           | Łukasz Prokorym     | Platforma Obywatelska           | 7 maja 2024(dts)          | podlaskie           |
|           | Mieczysław Struk    | Platforma Obywatelska           | 22 lutego 2010(dts)       | pomorskie           |
|           | Wojciech Saługa     | Platforma Obywatelska           | 6 maja 2024(dts)          | śląskie             |
|           | Renata Janik        | OdNowa RP                       | 6 maja 2024(dts)          | świętokrzyskie      |
|           | Marcin Kuchciński   | Platforma Obywatelska           | 7 listopada 2023(dts)     | warmińsko-mazurskie |
|           | Marek Woźniak       | Platforma Obywatelska           | 10 października 2005(dts) | wielkopolskie       |
|           | Olgierd Geblewicz   | Platforma Obywatelska           | 7 grudnia 2010(dts)       | zachodniopomorskie  |

## Województwo dolnośląskie
| Lp. | Zdjęcie     | Imię i nazwisko (z nominacji) | Objęcie urzędu   | Złożenie urzędu  | Długość urzędowania | Kadencja sejmiku |
| --- | ----------- | ----------------------------- | ---------------- | ---------------- | ------------------- | ---------------- |
| 1.  |             | Jan Waszkiewicz (AWS)         | 1 stycznia 1999  | 28 grudnia 2001  | 1092 dni            | I kadencja       |
| 2.  |             | Emilian Stańczyszyn (UW)      | 28 grudnia 2001  | 31 stycznia 2003 | 399 dni             | I kadencja       |
| 3.  |             | Henryk Gołębiewski (SLD)      | 31 stycznia 2003 | 25 sierpnia 2004 | 572 dni             | II kadencja      |
| 4.  |             | Paweł Wróblewski (PiS)        | 25 sierpnia 2004 | 7 grudnia 2006   | 834 dni             | II kadencja      |
| 5.  |             | Andrzej Łoś (PO)              | 7 grudnia 2006   | 5 marca 2008     | 456 dni             | III kadencja     |
| 6.  |             | Marek Łapiński (PO)           | 5 marca 2008     | 1 grudnia 2010   | 999 dni             | III kadencja     |
| 7.  |             | Rafał Jurkowlaniec (PO)       | 1 grudnia 2010   | 12 lutego 2014   | 1169 dni            | IV kadencja      |
| 8.  |             | Cezary Przybylski (PO/BS)     | 13 lutego 2014   | 21 maja 2024     | 4204 dni            | IV kadencja      |
| 8.  | V kadencja  | Cezary Przybylski (PO/BS)     | 13 lutego 2014   | 21 maja 2024     | 4204 dni            |                  |
| 8.  | VI kadencja | Cezary Przybylski (PO/BS)     | 13 lutego 2014   | 21 maja 2024     | 4204 dni            |                  |
| 9.  |             | Paweł Gancarz (PSL)           | 21 maja 2024     |                  | 454 dni             | VII kadencja     |

## Województwo kujawsko-pomorskie
| Lp. | Zdjęcie      | Imię i nazwisko (z nominacji) | Objęcie urzędu    | Złożenie urzędu   | Długość urzędowania | Kadencja sejmiku |
| --- | ------------ | ----------------------------- | ----------------- | ----------------- | ------------------- | ---------------- |
| 1.  |              | Waldemar Achramowicz (SLD)    | 1 stycznia 1999   | 24 listopada 2006 | 2884 dni            | I kadencja       |
| 1.  | II kadencja  | Waldemar Achramowicz (SLD)    | 1 stycznia 1999   | 24 listopada 2006 | 2884 dni            |                  |
| 2.  |              | Piotr Całbecki (PO)           | 24 listopada 2006 |                   | 6842 dni            | III kadencja     |
| 2.  | IV kadencja  | Piotr Całbecki (PO)           | 24 listopada 2006 |                   | 6842 dni            |                  |
| 2.  | V kadencja   | Piotr Całbecki (PO)           | 24 listopada 2006 |                   | 6842 dni            |                  |
| 2.  | VI kadencja  | Piotr Całbecki (PO)           | 24 listopada 2006 |                   | 6842 dni            |                  |
| 2.  | VII kadencja | Piotr Całbecki (PO)           | 24 listopada 2006 |                   | 6842 dni            |                  |

## Województwo lubelskie
| Lp.  | Zdjęcie      | Imię i nazwisko (z nominacji) | Objęcie urzędu       | Złożenie urzędu      | Długość urzędowania | Kadencja sejmiku |
| ---- | ------------ | ----------------------------- | -------------------- | -------------------- | ------------------- | ---------------- |
| 1.   |              | Arkadiusz Bratkowski (PSL)    | 1 stycznia 1999      | 29 października 2001 | 1032 dni            | I kadencja       |
| 2.   |              | Edward Hunek (PSL)            | 29 października 2001 | 10 grudnia 2002      | 407 dni             | I kadencja       |
| 3.   |              | Edward Wojtas (PSL)           | 10 grudnia 2002      | 8 stycznia 2003      | 29 dni              | II kadencja      |
| 4.   |              | Henryk Makarewicz (PSL)       | 8 stycznia 2003      | 23 maja 2005         | 866 dni             | II kadencja      |
| (3.) |              | Edward Wojtas (PSL)           | 23 maja 2005         | 1 grudnia 2006       | 557 dni             | II kadencja      |
| 5.   |              | Jarosław Zdrojkowski (PiS)    | 1 grudnia 2006       | 28 stycznia 2008     | 423 dni             | III kadencja     |
| 6.   |              | Krzysztof Grabczuk (PO)       | 28 stycznia 2008     | 1 grudnia 2010       | 1038 dni            | III kadencja     |
| 7.   |              | Krzysztof Hetman (PSL)        | 1 grudnia 2010       | 24 czerwca 2014      | 1301 dni            | IV kadencja      |
| 8.   |              | Sławomir Sosnowski (PSL)      | 24 czerwca 2014      | 21 listopada 2018    | 1611 dni            | IV kadencja      |
| 8.   | V kadencja   | Sławomir Sosnowski (PSL)      | 24 czerwca 2014      | 21 listopada 2018    | 1611 dni            |                  |
| 9.   |              | Jarosław Stawiarski (PiS)     | 21 listopada 2018    |                      | 2462 dni            | VI kadencja      |
| 9.   | VII kadencja | Jarosław Stawiarski (PiS)     | 21 listopada 2018    |                      | 2462 dni            |                  |

## Województwo lubuskie
| Lp.  | Zdjęcie      | Imię i nazwisko (z nominacji)  | Objęcie urzędu       | Złożenie urzędu      | Długość urzędowania | Kadencja sejmiku |
| ---- | ------------ | ------------------------------ | -------------------- | -------------------- | ------------------- | ---------------- |
| 1.   |              | Andrzej Bocheński (SLD)        | 1 stycznia 1999      | 1 grudnia 2006       | 2891 dni            | I kadencja       |
| 1.   | II kadencja  | Andrzej Bocheński (SLD)        | 1 stycznia 1999      | 1 grudnia 2006       | 2891 dni            |                  |
| 2.   |              | Krzysztof Szymański (PO)       | 1 grudnia 2006       | 21 sierpnia 2008     | 731 dni             | III kadencja     |
| 3.   |              | Marcin Jabłoński (PO)          | 21 sierpnia 2008     | 29 listopada 2010    | 728 dni             | III kadencja     |
| 4.   |              | Elżbieta Polak (PO)            | 29 listopada 2010    | 13 października 2023 | 4701 dni            | IV kadencja      |
| 4.   | V kadencja   | Elżbieta Polak (PO)            | 29 listopada 2010    | 13 października 2023 | 4701 dni            |                  |
| 4.   | VI kadencja  | Elżbieta Polak (PO)            | 29 listopada 2010    | 13 października 2023 | 4701 dni            |                  |
| (3.) |              | Marcin Jabłoński (PO)          | 13 października 2023 | 18 sierpnia 2025     | 675 dni             | VI kadencja      |
| (3.) | VII kadencja | Marcin Jabłoński (PO)          | 13 października 2023 | 18 sierpnia 2025     | 675 dni             |                  |
| 5.   |              | Sebastian Ciemnoczołowski (PO) | 18 sierpnia 2025     |                      | 0 dni               | VII kadencja     |

## Województwo łódzkie
| Lp. | Zdjęcie     | Imię i nazwisko (z nominacji) | Objęcie urzędu    | Złożenie urzędu   | Długość urzędowania | Kadencja sejmiku |
| --- | ----------- | ----------------------------- | ----------------- | ----------------- | ------------------- | ---------------- |
| 1.  |             | Waldemar Matusewicz (SLD)     | 1 stycznia 1999   | 31 stycznia 2001  | 761 dni             | I kadencja       |
| 2.  |             | Mieczysław Teodorczyk (SLD)   | 1 lutego 2001     | 29 marca 2004     | 1152 dni            | I kadencja       |
| 2.  | II kadencja | Mieczysław Teodorczyk (SLD)   | 1 lutego 2001     | 29 marca 2004     | 1152 dni            |                  |
| 3.  |             | Stanisław Witaszczyk (PSL)    | 29 marca 2004     | 27 listopada 2006 | 973 dni             | II kadencja      |
| 4.  |             | Włodzimierz Fisiak (PO)       | 28 listopada 2006 | 2 grudnia 2010    | 1465 dni            | III kadencja     |
| 5.  |             | Witold Stępień (PO)           | 2 grudnia 2010    | 22 listopada 2018 | 2912 dni            | IV kadencja      |
| 5.  | V kadencja  | Witold Stępień (PO)           | 2 grudnia 2010    | 22 listopada 2018 | 2912 dni            |                  |
| 6.  |             | Grzegorz Schreiber (PiS)      | 22 listopada 2018 | 11 czerwca 2024   | 2461 dni            | VI kadencja      |
| 7.  |             | Joanna Skrzydlewska (PO)      | 11 czerwca 2024   |                   | 433 dni             | VII kadencja     |

## Województwo małopolskie
| Lp.  | Zdjęcie    | Imię i nazwisko (z nominacji) | Objęcie urzędu    | Złożenie urzędu      | Długość urzędowania | Kadencja sejmiku |
| ---- | ---------- | ----------------------------- | ----------------- | -------------------- | ------------------- | ---------------- |
| 1.   |            | Marek Nawara (AWS)            | 1 stycznia 1999   | 20 listopada 2002    | 1419 dni            | I kadencja       |
| 2.   |            | Janusz Sepioł (PO)            | 20 listopada 2002 | 27 listopada 2006    | 1468 dni            | II kadencja      |
| (1.) |            | Marek Nawara (PiS/WM)         | 27 listopada 2006 | 2 grudnia 2010       | 1466 dni            | III kadencja     |
| 3.   |            | Marek Sowa (PO)               | 2 grudnia 2010    | 25 października 2015 | 1788 dni            | IV kadencja      |
| 3.   | V kadencja | Marek Sowa (PO)               | 2 grudnia 2010    | 25 października 2015 | 1788 dni            |                  |
| 4.   |            | Jacek Krupa (PO)              | 9 listopada 2015  | 19 listopada 2018    | 1106 dni            | V kadencja       |
| 5.   |            | Witold Kozłowski (PiS)        | 19 listopada 2018 | 4 lipca 2024         | 2464 dni            | VI kadencja      |
| 6.   |            | Łukasz Smółka (PiS)           | 4 lipca 2024      |                      | 410 dni             | VII kadencja     |

## Województwo mazowieckie
| Lp. | Zdjęcie      | Imię i nazwisko (z nominacji) | Objęcie urzędu  | Złożenie urzędu | Długość urzędowania | Kadencja sejmiku |
| --- | ------------ | ----------------------------- | --------------- | --------------- | ------------------- | ---------------- |
| 1.  |              | Zbigniew Kuźmiuk (PSL)        | 1 stycznia 1999 | 10 grudnia 2001 | 1074 dni            | I kadencja       |
| 2.  |              | Adam Struzik (PSL)            | 10 grudnia 2001 |                 | 8652 dni            | I kadencja       |
| 2.  | II kadencja  | Adam Struzik (PSL)            | 10 grudnia 2001 |                 | 8652 dni            |                  |
| 2.  | III kadencja | Adam Struzik (PSL)            | 10 grudnia 2001 |                 | 8652 dni            |                  |
| 2.  | IV kadencja  | Adam Struzik (PSL)            | 10 grudnia 2001 |                 | 8652 dni            |                  |
| 2.  | V kadencja   | Adam Struzik (PSL)            | 10 grudnia 2001 |                 | 8652 dni            |                  |
| 2.  | VI kadencja  | Adam Struzik (PSL)            | 10 grudnia 2001 |                 | 8652 dni            |                  |
| 2.  | VII kadencja | Adam Struzik (PSL)            | 10 grudnia 2001 |                 | 8652 dni            |                  |

## Województwo opolskie
| Lp. | Zdjęcie      | Imię i nazwisko (z nominacji) | Objęcie urzędu    | Złożenie urzędu   | Długość urzędowania | Kadencja sejmiku |
| --- | ------------ | ----------------------------- | ----------------- | ----------------- | ------------------- | ---------------- |
| 1.  |              | Stanisław Jałowiecki (AWS)    | 1 stycznia 1999   | 19 kwietnia 2002  | 1204 dni            | I kadencja       |
| 2.  |              | Ryszard Galla (MN)            | 19 kwietnia 2002  | 16 listopada 2002 | 211 dni             | I kadencja       |
| 3.  |              | Ewa Olszewska (SLD)           | 16 listopada 2002 | 25 lutego 2003    | 101 dni             | II kadencja      |
| 4.  |              | Grzegorz Kubat (SLD)          | 25 lutego 2003    | 27 listopada 2006 | 1371 dni            | II kadencja      |
| 5.  |              | Józef Sebesta (PO)            | 27 listopada 2006 | 12 listopada 2013 | 2542 dni            | III kadencja     |
| 5.  | IV kadencja  | Józef Sebesta (PO)            | 27 listopada 2006 | 12 listopada 2013 | 2542 dni            |                  |
| 6.  |              | Andrzej Buła (PO)             | 12 listopada 2013 | 10 czerwca 2024   | 4297 dni            | IV kadencja      |
| 6.  | V kadencja   | Andrzej Buła (PO)             | 12 listopada 2013 | 10 czerwca 2024   | 4297 dni            |                  |
| 6.  | VI kadencja  | Andrzej Buła (PO)             | 12 listopada 2013 | 10 czerwca 2024   | 4297 dni            |                  |
| 6.  | VII kadencja | Andrzej Buła (PO)             | 12 listopada 2013 | 10 czerwca 2024   | 4297 dni            |                  |
| 7.  |              | Szymon Ogłaza (PO)            | 10 czerwca 2024   |                   | 434 dni             | VII kadencja     |

## Województwo podkarpackie
| Lp. | Zdjęcie      | Imię i nazwisko (z nominacji) | Objęcie urzędu    | Złożenie urzędu   | Długość urzędowania | Kadencja sejmiku |
| --- | ------------ | ----------------------------- | ----------------- | ----------------- | ------------------- | ---------------- |
| 1.  |              | Bogdan Rzońca (AWS)           | 1 stycznia 1999   | 22 listopada 2002 | 1421 dni            | I kadencja       |
| 2.  |              | Leszek Deptuła (PSL)          | 22 listopada 2002 | 25 listopada 2006 | 1464 dni            | II kadencja      |
| 3.  |              | Zygmunt Cholewiński (PiS)     | 25 listopada 2006 | 30 listopada 2010 | 1466 dni            | III kadencja     |
| 4.  |              | Mirosław Karapyta (PSL)       | 30 listopada 2010 | 27 maja 2013      | 909 dni             | IV kadencja      |
| 5.  |              | Władysław Ortyl (PiS)         | 27 maja 2013      |                   | 4466 dni            | IV kadencja      |
| 5.  | V kadencja   | Władysław Ortyl (PiS)         | 27 maja 2013      |                   | 4466 dni            |                  |
| 5.  | VI kadencja  | Władysław Ortyl (PiS)         | 27 maja 2013      |                   | 4466 dni            |                  |
| 5.  | VII kadencja | Władysław Ortyl (PiS)         | 27 maja 2013      |                   | 4466 dni            |                  |

## Województwo podlaskie
| Lp. | Zdjęcie     | Imię i nazwisko (z nominacji) | Objęcie urzędu    | Złożenie urzędu      | Długość urzędowania | Kadencja sejmiku |
| --- | ----------- | ----------------------------- | ----------------- | -------------------- | ------------------- | ---------------- |
| 1.  |             | Sławomir Zgrzywa (AWS)        | 1 stycznia 1999   | 30 listopada 2002    | 1429 dni            | I kadencja       |
| 2.  |             | Janusz Krzyżewski (SLD)       | 30 listopada 2002 | 20 lutego 2007       | 1543 dni            | II kadencja      |
| 3.  |             | Dariusz Piontkowski (PiS)     | 29 maja 2007      | 15 stycznia 2008     | 231 dni             | III kadencja     |
| 4.  |             | Jarosław Dworzański (PO)      | 15 stycznia 2008  | 8 grudnia 2014       | 2519 dni            | III kadencja     |
| 4.  | IV kadencja | Jarosław Dworzański (PO)      | 15 stycznia 2008  | 8 grudnia 2014       | 2519 dni            |                  |
| 5.  |             | Mieczysław Baszko (PSL)       | 8 grudnia 2014    | 25 października 2015 | 315 dni             | V kadencja       |
| 6.  |             | Jerzy Leszczyński (PSL)       | 9 listopada 2015  | 11 grudnia 2018      | 1128 dni            | V kadencja       |
| 7.  |             | Artur Kosicki (PiS)           | 11 grudnia 2018   | 7 maja 2024          | 1974 dni            | VI kadencja      |
| 8.  |             | Łukasz Prokorym (PO)          | 7 maja 2024       |                      | 468 dni             | VII kadencja     |

## Województwo pomorskie
| Lp. | Zdjęcie      | Imię i nazwisko (z nominacji) | Objęcie urzędu    | Złożenie urzędu | Długość urzędowania | Kadencja sejmiku |
| --- | ------------ | ----------------------------- | ----------------- | --------------- | ------------------- | ---------------- |
| 1.  |              | Jan Zarębski (AWS)            | 1 stycznia 1999   | 2 grudnia 2002  | 1431 dni            | I kadencja       |
| 2.  |              | Jan Kozłowski (PO)            | 25 listopada 2002 | 22 lutego 2010  | 2639 dni            | II kadencja      |
| 2.  | III kadencja | Jan Kozłowski (PO)            | 25 listopada 2002 | 22 lutego 2010  | 2639 dni            |                  |
| 3.  |              | Mieczysław Struk (PO)         | 22 lutego 2010    |                 | 5656 dni            | III kadencja     |
| 3.  | IV kadencja  | Mieczysław Struk (PO)         | 22 lutego 2010    |                 | 5656 dni            |                  |
| 3.  | V kadencja   | Mieczysław Struk (PO)         | 22 lutego 2010    |                 | 5656 dni            |                  |
| 3.  | VI kadencja  | Mieczysław Struk (PO)         | 22 lutego 2010    |                 | 5656 dni            |                  |
| 3.  | VII kadencja | Mieczysław Struk (PO)         | 22 lutego 2010    |                 | 5656 dni            |                  |

## Województwo śląskie
| Lp.  | Zdjęcie | Imię i nazwisko (z nominacji) | Objęcie urzędu    | Złożenie urzędu   | Długość urzędowania | Kadencja sejmiku |
| ---- | ------- | ----------------------------- | ----------------- | ----------------- | ------------------- | ---------------- |
| 1.   |         | Jan Olbrycht (AWS)            | 1 stycznia 1999   | 26 listopada 2002 | 1425 dni            | I kadencja       |
| 2.   |         | Michał Czarski (SLD)          | 26 listopada 2002 | 27 listopada 2006 | 1462 dni            | II kadencja      |
| 3.   |         | Janusz Moszyński (PO)         | 27 listopada 2006 | 9 stycznia 2008   | 408 dni             | III kadencja     |
| 4.   |         | Bogusław Śmigielski (PO)      | 12 stycznia 2008  | 10 grudnia 2010   | 1063 dni            | III kadencja     |
| 5.   |         | Adam Matusiewicz (PO)         | 10 grudnia 2010   | 21 stycznia 2013  | 773 dni             | IV kadencja      |
| 6.   |         | Mirosław Sekuła (PO)          | 21 stycznia 2013  | 1 grudnia 2014    | 679 dni             | IV kadencja      |
| 7.   |         | Wojciech Saługa (PO)          | 1 grudnia 2014    | 21 listopada 2018 | 1451 dni            | V kadencja       |
| 8.   |         | Jakub Chełstowski (PiS)       | 21 listopada 2018 | 7 maja 2024       | 2462 dni            | VI kadencja      |
| (7.) |         | Wojciech Saługa (PO)          | 7 maja 2024       |                   | 468 dni             | VII kadencja     |

## Województwo świętokrzyskie
| Lp. | Zdjęcie     | Imię i nazwisko (z nominacji) | Objęcie urzędu       | Złożenie urzędu      | Długość urzędowania | Kadencja sejmiku |
| --- | ----------- | ----------------------------- | -------------------- | -------------------- | ------------------- | ---------------- |
| 1.  |             | Józef Szczepańczyk (PSL)      | 1 stycznia 1999      | 22 października 2001 | 1025 dni            | I kadencja       |
| 2.  |             | Józef Kwiecień (PSL)          | 22 października 2001 | 27 listopada 2002    | 401 dni             | I kadencja       |
| 3.  |             | Franciszek Wołodźko (SLD)     | 27 listopada 2002    | 27 listopada 2006    | 1461 dni            | II kadencja      |
| 4.  |             | Adam Jarubas (PSL)            | 27 listopada 2006    | 22 listopada 2018    | 4378 dni            | III kadencja     |
| 4.  | IV kadencja | Adam Jarubas (PSL)            | 27 listopada 2006    | 22 listopada 2018    | 4378 dni            |                  |
| 4.  | V kadencja  | Adam Jarubas (PSL)            | 27 listopada 2006    | 22 listopada 2018    | 4378 dni            |                  |
| 5.  |             | Andrzej Bętkowski (PiS)       | 22 listopada 2018    | 6 maja 2024          | 2461 dni            | VI kadencja      |
| 6.  |             | Renata Janik (OdNowa RP)      | 6 maja 2024          |                      | 468 dni             | VII kadencja     |

## Województwo warmińsko-mazurskie
| Lp. | Zdjęcie      | Imię i nazwisko (z nominacji) | Objęcie urzędu       | Złożenie urzędu      | Długość urzędowania | Kadencja sejmiku |
| --- | ------------ | ----------------------------- | -------------------- | -------------------- | ------------------- | ---------------- |
| 1.  |              | Jerzy Szmit (AWS)             | 1 stycznia 1999      | 14 października 1999 | 286 dni             | I kadencja       |
| 2.  |              | Andrzej Ryński (SLD)          | 14 października 1999 | 29 listopada 2006    | 2603 dni            | I kadencja       |
| 2.  | II kadencja  | Andrzej Ryński (SLD)          | 14 października 1999 | 29 listopada 2006    | 2603 dni            |                  |
| 3.  |              | Jacek Protas (PO)             | 29 listopada 2006    | 12 grudnia 2014      | 2935 dni            | III kadencja     |
| 3.  | IV kadencja  | Jacek Protas (PO)             | 29 listopada 2006    | 12 grudnia 2014      | 2935 dni            |                  |
| 4.  |              | Gustaw Brzezin (PSL)          | 12 grudnia 2014      | 15 października 2023 | 3229 dni            | V kadencja       |
| 4.  | VI kadencja  | Gustaw Brzezin (PSL)          | 12 grudnia 2014      | 15 października 2023 | 3229 dni            |                  |
| 5.  |              | Marcin Kuchciński (PO)        | 7 listopada 2023     |                      | 650 dni             | VI kadencja      |
| 5.  | VII kadencja | Marcin Kuchciński (PO)        | 7 listopada 2023     |                      | 650 dni             |                  |

## Województwo wielkopolskie
| Lp. | Zdjęcie      | Imię i nazwisko (z nominacji) | Objęcie urzędu       | Złożenie urzędu      | Długość urzędowania | Kadencja sejmiku |
| --- | ------------ | ----------------------------- | -------------------- | -------------------- | ------------------- | ---------------- |
| 1.  |              | Stefan Mikołajczak (SLD)      | 1 stycznia 1999      | 10 października 2005 | 2474 dni            | I kadencja       |
| 1.  | II kadencja  | Stefan Mikołajczak (SLD)      | 1 stycznia 1999      | 10 października 2005 | 2474 dni            |                  |
| 2.  |              | Marek Woźniak (PO)            | 10 października 2005 |                      | 7252 dni            | II kadencja      |
| 2.  | III kadencja | Marek Woźniak (PO)            | 10 października 2005 |                      | 7252 dni            |                  |
| 2.  | IV kadencja  | Marek Woźniak (PO)            | 10 października 2005 |                      | 7252 dni            |                  |
| 2.  | V kadencja   | Marek Woźniak (PO)            | 10 października 2005 |                      | 7252 dni            |                  |
| 2.  | VI kadencja  | Marek Woźniak (PO)            | 10 października 2005 |                      | 7252 dni            |                  |
| 2.  | VII kadencja | Marek Woźniak (PO)            | 10 października 2005 |                      | 7252 dni            |                  |

## Województwo zachodniopomorskie
| Lp. | Zdjęcie      | Imię i nazwisko (z nominacji) | Objęcie urzędu   | Złożenie urzędu  | Długość urzędowania | Kadencja sejmiku |
| --- | ------------ | ----------------------------- | ---------------- | ---------------- | ------------------- | ---------------- |
| 1.  |              | Zbigniew Zychowicz (SLD)      | 1 stycznia 1999  | 26 stycznia 2000 | 390 dni             | I kadencja       |
| 2.  |              | Józef Faliński (SLD)          | 26 stycznia 2000 | 9 grudnia 2002   | 1048 dni            | I kadencja       |
| 3.  |              | Zygmunt Meyer (SLD)           | 9 grudnia 2002   | 18 grudnia 2006  | 1470 dni            | II kadencja      |
| 4.  |              | Norbert Obrycki (PO)          | 18 grudnia 2006  | 22 kwietnia 2008 | 492 dni             | III kadencja     |
| 5.  |              | Władysław Husejko (PO)        | 22 kwietnia 2008 | 7 grudnia 2010   | 959 dni             | III kadencja     |
| 6.  |              | Olgierd Geblewicz (PO)        | 7 grudnia 2010   |                  | 5368 dni            | IV kadencja      |
| 6.  | V kadencja   | Olgierd Geblewicz (PO)        | 7 grudnia 2010   |                  | 5368 dni            |                  |
| 6.  | VI kadencja  | Olgierd Geblewicz (PO)        | 7 grudnia 2010   |                  | 5368 dni            |                  |
| 6.  | VII kadencja | Olgierd Geblewicz (PO)        | 7 grudnia 2010   |                  | 5368 dni            |                  |